# أدا دويني
أدا دويني هي بلدة صغيرة في جزيرة أنجوان في جزر القمر. بلغ عدد سكانها 6,171 نسمة حسب إحصاء عام 1991. و10858 في تقدير عام 2009.